# Geleitzug SC 7
Der Geleitzug SC 7 war ein aus 35 Frachtschiffen bestehender Konvoi im Zweiten Weltkrieg, der am 4. Oktober 1940 vom kanadischen Sydney (Nova Scotia) aus in Richtung Liverpool und anderer britischer Häfen auslief. Während seiner Atlantiküberquerung wurde der Konvoi von einem sogenannten Wolfsrudel (engl.: Wolfpack) deutscher U-Boote angegriffen und im Verlauf des drei Tage dauernden Angriffs schwer getroffen und dezimiert. Diese Angriffe verdeutlichten das enorme Potential der Rudeltaktik und zugleich die großen Defizite der britischen U-Jagd dieser Zeit.

## Die Schiffe des Konvois
Der langsame Konvoi verließ Sydney am 4. Oktober 1940 in Richtung Liverpool. Eigentlich sollte die Geschwindigkeit acht Knoten betragen; einige der Schiffe waren jedoch etwas langsamer. Die Gruppe bestand aus älteren kleineren Schiffen, die hauptsächlich Massengüter geladen hatten, die zum Großteil von der kanadischen Ostküste stammten, speziell aus Gegenden nördlich und östlich um Sydney. Typische Fracht waren Grubenstempel aus dem östlichen Neubraunschweig für die britischen Kohlebergwerke, Bauholz, Holzschliff, Getreide, Stahl und Stahlbarren aus dem Stahlwerk in Sydney und Eisenerz aus Neufundland für die großen Stahlwerke in Wales.
Das größte Schiff des Konvois mit dem Ziel Clyde war mit 9512 Bruttoregistertonnen der zur britischen Admiralität gehörende, mit Treibstoff für die Royal Navy beladene Öltanker Languedoc. Ein anderes Schiff, die Empire Brigad, trug eine große Zahl an Lastkraftwagen.

## Die Angriffe
Die ersten Tage der Überfahrt verliefen ruhig; als der Konvoi sich jedoch am 16. Oktober 1940 der Westküste Großbritanniens näherte (speziell dem Bereich zwischen Island und Großbritannien, siehe auch: GIUK-Lücke), begann der erste koordinierte Angriff durch sieben deutsche U-Boote. Es handelte sich hierbei um U 38 (unter Heinrich Liebe), U 46 (Engelbert Endrass), U 48 (Heinrich Bleichrodt), U 99 (Otto Kretschmer), U 100 (Joachim Schepke), U 101 (Fritz Frauenheim) und U 123 (Karl-Heinz Moehle). Der Angriff wurde vom französischen Lorient aus von Vizeadmiral Karl Dönitz und seinem Stab koordiniert.
SC 7 war erst der vierte Konvoi, der von einer U-Bootgruppe nach der Rudeltaktik angegriffen wurde. Die britische Sloop Scarborough war die einzige Eskorte des Konvois. Die Konvoi-Taktiken waren zu diesem recht frühen Zeitraum des Krieges noch rudimentär, und es ist schwer einzuschätzen, welche Taktik einem einzelnen eher schwachen Geleitschutz für 35 langsame Frachter gegen ein Rudel deutscher U-Boote geholfen hätte, wenn es überhaupt eine erfolgversprechende Taktik gab.
Als erstes Schiff wurde am 16. Oktober die kanadische Trevisa versenkt, ein kleines mit Bauholz für Schottland beladenes Schiff von 1813 BRT, das am Ende des Konvois fuhr.
Am 17. Oktober versenkten die U-Boote drei weitere Schiffe, darunter den Tanker Languedoc.
Die Scarborough konnte wenig ausrichten, und selbst als am nächsten Tag die Sloop Fowey und die Korvette Bluebell zur Unterstützung eintrafen, waren die Abwehrmaßnahmen kaum spürbar, da die Eskortschiffe sich auch um die Überlebenden der bereits gesunkenen oder sinkenden Schiffe kümmerten und somit den Rest des Konvois zeitweise ungeschützt ließen.
Der 18. Oktober wurde noch verlustreicher für den Konvoi. Sieben Schiffe wurden versenkt, darunter die mit Eisenerz beladene und nach Cardiff, Wales, fahrende Creekirk. Durch das hohe Gewicht ihrer Ladung sank sie besonders schnell und riss dadurch alle 36 Besatzungsmitglieder mit sich. Im Verlauf des Tages stießen die britische Sloop Leith und die Korvette Heartsease zur Unterstützung zum Konvoi.
Der 19. Oktober war der schwärzeste Tag für die Gruppe. Neun Schiffe, darunter die Empire Brigand mit ihrer Ladung LKW, wurden versenkt, ebenso wie die Fiscus, die Stahlbarren geladen hatte. Auch das Schiff des Konvoi-Kommandeurs, die Assyrian, ging an diesem Tag verloren. Admiral Lachlan Mackinnon konnte gerettet werden; siebzehn seiner Seeleute fanden den Tod, ebenso wie sechs der Empire Brigand und achtunddreißig von neununddreißig Mann Besatzung der Fiscus.

## Verbleib
Der Angriff auf den Geleitzug verlief chaotisch und in dem nächtlichen Durcheinander meldeten mehrere Boote jeweils dieselben Schiffe versenkt zu haben. Daher überschätzte die U-Bootführung zunächst die Versenkungszahlen und nahm 30 Schiffe mit etwa 200.000 BRT als versenkt an. Die tatsächlichen Verluste von SC 7 betrugen 20 seiner 35 Schiffe; allein sieben davon wurden von Kretschmers U 99 versenkt. Die verlorene Gesamttonnage belief sich auf 79.592 BRT. Das Zusammenlaufen der Geleitzüge SC 7 und HX 79 zerstreute die U-Boote, die im weiteren Verlauf 12 Schiffe von HX 79 versenkten. Insgesamt wurden so 32 Schiffe innerhalb von nur fünf Tagen versenkt, wobei keines der angreifenden U-Boote verloren ging.
In der zeitgenössischen Propaganda wurde die Geleitzugschlacht gegen SC 7 mit den zwei Tage danach geführten Angriff im gleichen Seegebiet auf HX 79 zusammengefasst. Dadurch entstand der Eindruck einer übermäßig langen Geleitzugschlacht. Die damalige Propagandabezeichnung „Nacht der langen Messer“ hat sich teilweise bis heute in Publikationen erhalten.